# World Athletics Relays 2021 – 4×100 meter mannen
De 4×100 meter mannen op de World Athletics Relays 2021 vond plaats op 1 en 2 mei in het Śląskistadion van Chorzów.
Van de 24 mogelijke kwalificatie-kandidatenteams namen slechts 18 teams deel, waarbij de Verenigde Staten, Jamaica, Canada, Groot-Brittannië, Trinidad en Tobago en China niet deelnamen aan dit onderdeel. Mede vanwege de Coronapandemie. Van de 19 teams die gekwalificeerd waren volgens de toegangsnorm (38,80), weigerden ook Thailand en Chinees Taipei deel te nemen, net als Australië, eerste van de volgende toplijst. De 10 best geplaatste teams kwalificeerden zich voor de wereldkampioenschappen van 2022 in Eugene.
Tevens was dit een olympisch kwalificatiemoment. De beste vier die zich niet hadden geplaatst door middel van een finaleplaats op de wereldkampioenschappen van 2019 kwalificeerden zich automatisch voor de Olympische Spelen van 2020.
Aanvankelijk was de gouden medaille uitgereikt aan het Zuid-Afrikaanse estafetteteam, bestaande uit Thando Dlodlo, Tlotliso Leotlela, Clarence Munyai en Akani Simbine, die een winnende tijd van 38,71 s hadden neergezet. Die medaille werd hun ontnomen na een positieve dopingtest van Thando Dlodlo, waardoor Italië met de titel er vandoor ging.

## Records
Voorafgaand aan het toernooi waren dit het wereldrecord en het kampioenschapsrecord:
| Wereldrecord                        | Nesta Carter, Michael Frater, Yohan Blake, Usain Bolt                               | 36,84 | Londen   | 11 augustus 2012 |
| Kampioenschapsrecord                | Mike Rodgers, Justin Gatlin, Tyson Gay, Ryan Bailey                                 | 37,38 | Nassau   | 2 mei 2015       |
| Wereldleiding                       | Gainesville Elite Su Bingtian , Xie Zhenye , Wu Zhiqiang , Wang Zhihong )           | 37,67 | Shenzhen | 20 maart 2021    |
| Afrikaans record                    | Thando Dlodlo, Simon Magakwe, Clarence Munyai, Akani Simbine                        | 37,65 | Doha     | 4 oktober 2019   |
| Aziatisch record                    | Shuhei Tada, Kirara Shiraishi, Yoshihide Kiryū, Abdul Hakin Sani Brown              | 37,43 | Doha     | 5 oktober 2019   |
| Noord, centraal en caribisch record | Nesta Carter, Michael Frater, Yohan Blake, Usain Bolt                               | 36,84 | Londen   | 11 augustus 2012 |
| Zuid-Amerikaans record              | Rodrigo do Nascimento, Vitor Hugo dos Santos, Derick Silva, Paulo André de Oliveira | 37,72 | Doha     | 5 oktober 2019   |
| Europees record                     | Adam Gemili, Zharnel Hughes, Richard Kilty, Nethaneel Mitchell-Blake                | 37,36 | Doha     | 5 oktober 2019   |
| Oceanisch record                    | Paul Henderson, Tim Jackson, Steve Brimacombe, Damien Marsh                         | 38,17 | Göteborg | 12 augustus 1995 |
| Oceanisch record                    | Anthony Alozie, Isaac Ntiamoah, Andrew McCabe, Joshua Ross                          | 38,17 | Londen   | 10 augustus 2012 |

## Resultaten

### Series[3]
De eerste twee van elke serie kwalificeerden zich direct voor de finale (Q). Diegenen kwalificeerden zich direct voor de Spelen van 2020 (OQ) of voor de WK van 2022 (WQ).
| Rang | Serie | Baan | Land | Atleten                                                                         | Tijd     | Bijz.         |
| ---- | ----- | ---- | ---- | ------------------------------------------------------------------------------- | -------- | ------------- |
| 1    | 3     | 3    | ITA  | Fausto Desalu, Marcell Jacobs, Davide Manenti, Filippo Tortu                    | 38.45    | Q, OQ, WQ SB  |
| 2    | 2     | 7    | BRA  | Rodrigo do Nascimento, Felipe dos Santos, Derick Silva, Paulo André de Oliveira | 38.45    | Q, WQ, SB     |
| 3    | 3     | 7    | RSA  | Thando Dlodlo, Gift Leotlela, Clarence Munyai, Akani Simbine                    | 38,49 DQ | Q, WQ, SB     |
| 4    | 2     | 3    | GER  | Julian Reus, Joshua Hartmann, Deniz Almas, Marvin Schulte                       | 38.70    | Q, OQ, WQ SB  |
| 5    | 1     | 5    | NED  | Joris van Gool, Taymir Burnet, Chris Garia, Churandy Martina                    | 38,79    | Q, WQ, SB     |
| 6    | 1     | 7    | GHA  | Sean Safo-Antwi, Benjamin Azamati-Kwaku, Joseph Oduro Manu, Joseph Paul Amoah   | 38,79    | Q, OQ, WQ SB  |
| 7    | 2     | 8    | JPN  | Ryuichiro Sakai, Ryota Suzuki, Daisuke Miyamoto, Hiroki Yanagita                | 38,98    | Q, WQ, SB     |
| 8    | 2     | 6    | DEN  | Simon Hansen, Tazana Kamanga-Dyrbak, Kojo Musah, Frederik Schou-Nielsen         | 39,06    | Q, OQ, WQ, NR |
| 9    | 1     | 8    | UKR  | Erik Kostrytsya, Emil Ibrahimov, Stanislav Kovalenko, Serhiy Smelyk             | 39,06    | WQ, SB        |
| 10   | 3     | 8    | FRA  | Amaury Golitin, Marvin René, Méba-Mickaël Zeze, Mouhamadou Fall                 | 39,08    | WQ, SB        |
| 11   | 1     | 4    | ESP  | José González, Pol Retamal, Jesús Gómez, Sergio López                           | 39,30    | WQ, SB        |
| 12   | 2     | 5    | POL  | Mateusz Siuda, Dominik Kopeć, Adrian Brzeziński, Przemysław Słowikowski         | 39,34    | SB            |
| 13   | 3     | 5    | BOT  | Thapelo Monaiwa, Letsile Tebogo, Karabo Mothibi, Thuto Masasa                   | 39,55    | SB            |
| 14   | 1     | 3    | TUR  | Emre Zafer Barnes, Jak Ali Harvey, Ertan Özkan, Ramil Guliyev                   | 39,59    | SB            |
| 15   | 3     | 5    | BLR  | Dzianis Bliznets, Stanislau Darahakupets, Siarhei Pustabayeu, Yury Zabalotny    | 40,01    | SB            |
| 16   | 2     | 4    | ZIM  | Dickson Kamungeremu, Makanakaishe Charamba, Rodwell Leroy Ndlovu, Ngoni Makusha | 40,54    |               |
|      | 3     | 6    | POR  | André Prazeres, Diogo Antunes, Frederico Curvelo, Delvis Santos                 | DQ       |               |
|      | 1     | 4    | CZE  | Zdeněk Stromšík, Jiří Polák, Jan Jirka, Jan Veleba                              | DNF      |               |

### Finale[4]
| Rang   | Baan | Land | Atleten                                                                         | Tijd  | Bijz. |
| ------ | ---- | ---- | ------------------------------------------------------------------------------- | ----- | ----- |
| Goud   | 5    | ITA  | Fausto Desalu, Marcell Jacobs, Davide Manenti, Filippo Tortu                    | 39,21 |       |
| Zilver | 3    | JPN  | Ryuichiro Sakai, Ryota Suzuki, Daisuke Miyamoto, Hiroki Yanagita                | 39,42 |       |
| Brons  | 2    | DEN  | Simon Hansen, Tazana Kamanga-Dyrbak, Kojo Musah, Frederik Schou-Nielsen         | 39,56 |       |
|        | 9    | GER  | Julian Reus, Joshua Hartmann, Deniz Almas, Marvin Schulte                       | DNF   |       |
|        | 7    | NED  | Joris van Gool, Taymir Burnet, Chris Garia, Hensley Paulina                     | DNF   |       |
|        | 6    | BRA  | Rodrigo do Nascimento, Felipe dos Santos, Derick Silva, Paulo André de Oliveira | DNF   |       |
|        | 8    | GHA  | Sean Safo-Antwi, Benjamin Azamati-Kwaku, Joseph Oduro Manu, Joseph Paul Amoah   | DQ    |       |
|        | 4    | RSA  | Thando Dlodlo, Gift Leotlela, Clarence Munyai, Akani Simbine                    | DQ    |       |